# Instituto Karolinska
O Instituto Karolinska (KI; em sueco:  Karolinska Institutet; em inglês:  Karolinska Institute;  PRONÚNCIA) é uma universidade estatal pública sueca em Solna, na área metropolitana de Estocolmo.

É a maior escola de medicina da Suécia, e uma das maiores da Europa.

Com o Hospital Universitário Karolinska, vinculado à universidade, o Instituto Karolinska constitui um dos maiores centros de treinamento e pesquisa da Suécia, responsável por 30% do treinamento médico e 40% da pesquisa médica acadêmica do país.

O hospital universitário dispõe de 1600 camas, e conta com 15 800 colaboradores, atendendo anualmente 1 069 000 pacientes.
Foi fundada em 1810 .                                     

Compreende 2 campus – o Campus Solna (em Solna) e o Campus Flemingsberg (em Huddinge).

Tem cerca de 6 700 estudantes, dos quais 2 000 doutorandos, e conta com 5 553 professores e funcionários.                                         

### Biblioteca
A Biblioteca e Centro de Informação do Instituto Karolinska (Karolinska institutets bibliotek och informationscentral, KIBIC) é a maior biblioteca médico-odontológica dos países nórdicos.                                   
A biblioteca foi fundada em 1810 e o centro de informação em 1963.                                
Possui um acervo com cerca de 560 000 volume entre livros, teses e periódicos.

### Posição
Na edição de 2019 do Ranking de Xangai (Academic Ranking of World Universities), o Instituto Karolinska ficou classificado em 38º lugar, sendo a universidade sueca mais bem colocada naquela classificação.

### História
O Karolinska Institutet foi criado entre 1810 e 1811, como centro de treinamento para cirurgiões do exército, na comuna sueca de Solna, perto de Estocolmo. Originalmente chamava-se Kungliga Karolinska medico-kirurgiska institutet. Em 1817, a palavra 'Karolinska' foi adicionada, como referência aos Karoliner, os soldados do soberano sueco Carlos XIII e o nome completo da instituição passou a ser 'Kongl. Carolinska Medico Chirurgiska Institutet'. Em 1968, passou a chamar-se simplesmente 'Karolinska Institutet'.
Entre os seus fundadores, salienta-se Jöns Jacob Berzelius, professor de química e farmácia, e um dos fundadores da química moderna.
Em 1861, graças ao crescente reconhecimento, este instituto recebeu o estatuto de universidade. Actualmente, é a única universidade sueca de medicina e de outras ciências deste ramo, como a medicina dentária, a toxicologia e a fisioterapia.
Desde 1901, uma comissão do instituto indica os laureados com o Nobel de Fisiologia ou Medicina.

### Prémio Nobel de Fisiologia ou Medicina
A atribuição do Prémio Nobel de Fisiologia ou Medicina é feita pelo Comité Nobel do Instituto Karolinska (Nobelförsamlingen vid Karolinska Institutet).

### Laureados com o Prémio Nobel
Várias personalidades ligadas ao Instituto Karolinska foram laureados com o Prémio Nobel:
- Hugo Theorel (1903-1982), Nobel de Fisiologia ou Medicina 1955
- Ragnar Granit (1900-1991), Nobel de Fisiologia ou Medicina 1967
- Ulf von Euler (1905-1983), Nobel de Fisiologia ou Medicina 1970
- Torsten Wiesel (1924-), Nobel de Fisiologia ou Medicina 1981
- Sune Bergström (1916-2004) e Bengt Samuelsson (1934-), Nobel de Fisiologia ou Medicina 1982

### Professores e ex-alunos notáveis
- Jöns Jakob Berzelius (1779-1848), professor do KI, considerado um dos pais da química moderna.
- Carl Gustaf Mosander (1792-1858), aluno de Berzelius e seu sucessor, em 1836).
- Gustaf Retzius (1842-1919), anatomista.
- Karl Oskar Medin (1847-1928), pediatra.
- Ivar Wickman (1872-1914), pediatra.
- Hugo Theorell (1903-1982), Nobel de Fisiologia ou Medicina de 1955.
- Torsten Wiesel (1924-), Nobel de Fisiologia ou Medicina de 1981.
- Pehr Edman (1916-1977), bioquímico.
- Lars Leksell (1907-1986), médico.
- Sune Bergström (1916-2004), Nobel de Fisiologia ou Medicina de 1982 (com Bengt I. Samuelsson e John Robert Vane).
- Bengt I. Samuelsson (1934- ), Nobel de Fisiologia ou Medicina de 1982 (com Sune Bergström e John Robert Vane).
- Ragnar Granit (1900-1991), Nobel de Fisiologia ou Medicina de 1967.
- Göran Liljestrand (1886-1968), fisiologista e farmacologista.
- Ulf von Euler (1905-1983), fisiologista, Nobel de Fisiologia ou Medicina de 1970.
- Lorenz Poellinger (1957 - ), professor do Departmento de Biologia Celular e Molecular do KI.
- Rolf Luft (1914-2007), professor, endocrinologista

### Departamentos (segundo a localização)
Campus Solna
- Biologia Celular e Biologia Molecular, (CMB)
- Medicina Ambiental
- Aprendizagem, Informática, Gestão e Ética (LIME)
- Bioquímica e Biofísica Médica (MBB)
- Epidemiologia e Bioestatística Médica (MEB)
- Microbiologia, Biologia Tumoral e Biologia Celular (MTC)
- Neurociência
- Fisiologia e Farmacologia

KI Norte - Hospital Karolinska e Hospital Danderyd
- Neurociência Clínica
- Ciências Clínicas, Hospital Danderyd
- Medicina
- Medicina Molecular e Cirurgia
- Oncologia-Patologia
- Saúde Pública
- Saúde da Mulher e da Criança (Ginecologia, Obstetrícia e Pediatria)

Campus Huddinge e Hospital Söder
- Biociências e Nutrição
- Ciências cirúrgicas (CFSS)
- Laboratório médico de ciência e tecnologia
- Neurobiologia
- Medicina
- Odontologia
- Pesquisa clínica
- Enfermagem
- Microbiologia, Patologia, e Imunologia

### Pesquisa no Karolinska
Os pesquisadores do Karolinska se dedicam amplamente à pesquisa médica, com ênfase sobre reprodução humana, imunologia e onco-genômica.
No ranking mundial da investigação médica de 2013 - Academic Ranking of World Universities in Clinical Medicine and Pharmacy 2013, o Instituto Karolinska ficou em 11.o lugar.